# Adriana Barraza (triatleta)
Adriana Barraza (5 de febrero de 1993) es una deportista mexicana que compite en triatlón. Ganó una medalla de oro en el Campeonato Panamericano de Triatlón de 2014, y una medalla de bronce en el Campeonato Africano de Triatlón de 2022.

## Palmarés internacional
| Campeonato Panamericano | Campeonato Panamericano | Campeonato Panamericano | Campeonato Panamericano |
| Año                     | Lugar                   | Medalla                 | Prueba                  |
| ----------------------- | ----------------------- | ----------------------- | ----------------------- |
| 2014                    | Dallas (Estados Unidos) | Medalla de oro          | Individual              |
| Campeonato Africano     |                         |                         |                         |
| Año                     | Lugar                   | Medalla                 | Prueba                  |
| 2022                    | Agadir (Marruecos)      | Medalla de bronce       | Individual              |

1. ↑  En algunas ediciones del Campeonato Africano se permitió la participación de triatletas de otros continentes.